# Artykuły z Marburga
Artykuły z Marburga powstały 3 października 1529 roku podczas dysputy teologicznej w Marburgu. Marcin Luter, Huldrych Zwingli jak również inni reformatorzy spotkali się z okazji sporu o Wieczerzę Pańską, aby załagodzić różnice istniejące w ich poglądach. Głównym punktem sporu była nauka o realnej obecności Chrystusa w podaniu chleba i wina podczas Komunii Świętej. Pomimo prowadzonych rozmów nie doszli do porozumienia.
Wynik rozmów został zapisany w piśmie, które zawierało 15 artykułów, z czego 14 reprezentuje zgodność luterańskiej i zwinglowskiej nauki. Artykuł 15 wyraża różnicę poglądów pomiędzy nimi w kwestii rozumienia Komunii Świętej. Podstawą Artykułów Marburskich były Artykuły Szwabskie. Treść pisma w części podporządkowana jest apostolskiemu wyznaniu wiary.

## Treść
1. Artykuł: Jedność Boga, Trójca Święta, zgodność z Nicejskim wyznaniem wiary
2. Artykuł: Chrystologia, Wcielenie Jezusa, dziewicze poczęcie
3. Artykuł: Męka Pańska, Śmierć, Zmartwychwstanie, Wniebowstąpienie Pańskie
4. Artykuł: Grzech pierworodny
5. Artykuł: Zbawienie przez Chrystusa
6. Artykuł: Wiara jest darem Boga bez względu na uczynki
7. Artykuł: Wiara jest podstawą usprawiedliwienia
8. Artykuł: Słowo Boże budzi wiarę przez Ducha Świętego
9. Artykuł: Chrzest jako oznaka nowego narodzenia
10. Artykuł: Uświęcenie poprzez uczynki miłosierdzia
11. Artykuł: Korzystanie ze spowiedzi
12. Artykuł: Uznanie władzy świeckiej
13. Artykuł: Utrzymanie tradycji Kościelnej, tak dalece jak można, dopóki nie jest ona sprzeczna z Słowem Bożym, aby „ chronić słabych”
14. Artykuł: Chrzest dzieci
15. Artykuł: Komunia Święta pod dwiema postaciami, konieczność udziału w chrześcijan w Sakramencie Ołtarza. Brak porozumienia co do realnej obecności Chrystusa:”I chociaż tym razem nie porozumieliśmy się, czy prawdziwe Ciało i prawdziwa Krew Chrystusa są w chlebie i winie, tak jedna część powinna okazać chrześcijańską miłość ku drugiej, choć każde sumienie zawsze może z tego powodu cierpieć i powinniśmy pilnie prosić Boga Wszechmogącego, żeby chciał nam potwierdzić przez Ducha swojego prawdziwe z niej korzystanie.”